# Sputnik 2
Sputnik 2 (ros. „towarzysz podróży”) – drugi z serii radzieckich satelitów Sputnik. Zarazem drugi sztuczny satelita Ziemi. Jako pierwszy w historii wyniósł na orbitę okołoziemską żywe zwierzę, psa Łajkę. Ponieważ ówczesna technika nie pozwalała bezpiecznie sprowadzić psa z powrotem na Ziemię, zamierzono uśpić go w dziesiątym dniu lotu. Taka była oficjalna wersja zakończenia misji Sputnika 2 aż do 2002 roku, kiedy Dimitri Małaszenkow, członek programu Sputnik ujawnił, że Łajka przeżyła w kapsule zaledwie kilka godzin z powodu temperatury sięgającej 40 °C i silnego stresu.

## Opis misji
Po triumfie lotu Sputnika 1 – pierwszego sztucznego satelity Ziemi – przywódca ZSRR, Nikita Chruszczow zażyczył sobie, aby ZSRR szybko dokonał kolejnego przełomowego wysłania satelity w Kosmos. By zmieścić się w wyznaczonym czasie, kierownictwo radzieckiego programu kosmicznego musiało ściągnąć z urlopów (przyznanych po wysłaniu Sputnika 1) obsługę techniczną rakiety i kosmodromu, inżynierów i techników. Do dziś trwają spekulacje, czy misja Sputnika 2 mogła być zaplanowana w tak krótkim czasie.
W południe 31 października 1957 roku Łajkę umieszczono w wyściełanej kapsule sputnika. W kilka godzin później satelitę umieszczono na szczycie rakiety R-7. 3 listopada 1957 roku o godzinie 7:30 czasu moskiewskiego nastąpił start z kosmodromu Bajkonur.
Po osiągnięciu orbity, odmiennie niż w przypadku Sputnika 1, który oddzielił się całkowicie od rakiety nośnej, Sputnik 2 wszedł na orbitę połączony z jej drugim członem. Zestaw ten poruszał się po eliptycznej orbicie na średniej wysokości 850 km i okrążał Ziemię w czasie 104 minut. Obecność drugiego stopnia rakiety sprawiła, że system kontroli temperatury stał się niewydolny i temperatura wewnątrz osiągała 40 °C. Spowodowało to, że Łajka żyła tylko przez kilka godzin, zamiast planowanych 10 dni (po tym czasie automat miał wydać psu zatrutą porcję żywności – nie było technicznych możliwości sprowadzenia jej z powrotem na Ziemię).
Misja Sputnika pozwoliła na uzyskanie pierwszych danych o zachowaniu żywego organizmu w środowisku przestrzeni kosmicznej. Na Ziemię transmitowano tempo oddychania psa, jego ciśnienie tętnicze, elektrokardiogram oraz informacje o ruchach zwierzęcia.

## Załoga
Łajka (ros. Лайка, Szczekaczka) była radzieckim psem – kosmonautą, pierwszym żywym organizmem, który został wprowadzony na orbitę okołoziemską. Kudriawka i jej dublerka, suczka imieniem Albina, poddane zostały operacji wszczepienia pod skórę elektrod do pomiaru ich funkcji życiowych: oddychania, tętna i ciśnienia krwi. Na czołach umocowano kolejne czujniki śledzące ruch gałek ocznych podczas budzenia i zasypiania. Przyrządy były podłączone do nadajnika radiowego, który przesyłał dane na Ziemię. Podczas przygotowań do lotu Kudriawce zmieniono imię na prostsze i bardziej kojarzące się z psem.
Prawdziwy przebieg lotu Łajki i Sputnika 2 nie był znany aż do 2002 roku. Wtedy wyjawiono, że nieprawdą jest oficjalna wersja władz sowieckich. Informowały one, że Łajka zmarła bez bólu, około 10 dni po wylocie. Jak stwierdził Małaszenkow, umocowana do kabiny suczka zmarła z przegrzania w panice i bólu już kilka godzin po starcie. Okazało się również, że została zwerbowana z ulic Moskwy, po których się błąkała. Miała wtedy około trzech lat i ważyła 6 kg. Prawdopodobnie te dwa czynniki, mała waga i przystosowanie do trudnych warunków, zadecydowały o jej wyborze na pasażera statku.
Po starcie Sowieci oświadczyli, że nie planowano powrotu psa – nie znano wtedy bezpiecznej techniki powracania z orbity. Małaszenkow przyznał, że pomiary w Sputniku 2 wskazywały, iż po starcie w kabinie temperatura i wilgotność wzrosły do ekstremalnych wartości. Po wejściu na orbitę ostatni człon rakiety nośnej powinien oddzielić się od satelity. Wskutek awarii tak się nie stało. Orbitujący korpus rakiety nośnej, mający 25 metrów długości, zaczął się nagrzewać. Kapsuła satelity zadziałała prawdopodobnie jak radiator odprowadzający z niej ciepło. W wyniku tego w kabinie zaczęły panować tropikalne warunki.
Po starcie tętno Łajki było trzykrotnie szybsze niż w stanie odpoczynku. Gdy znalazła się w przestrzeni kosmicznej, w stanie nieważkości, puls zwolnił, ale powrót do normalnych wartości zajął trzykrotnie dłużej niż podczas prób na Ziemi. Może to świadczyć o stresie, jakiemu poddane było zwierzę.
Podczas czwartego okrążenia Ziemi, gdy sputnik przelatywał nad terytorium ZSRR, między piątą a siódmą godziną lotu, zanikły funkcje życiowe Łajki.
Sputnik 2 spłonął w atmosferze 14 kwietnia 1958 roku po 2570 okrążeniach Ziemi. Łajka zajęła istotne miejsce w eksploracji kosmosu, dowodząc iż ziemski organizm może przetrwać dłuższy pobyt w stanie nieważkości. Jej misja umożliwiła loty w kosmos składające się z załogi ludzkiej.

## Budowa
Satelita w kształcie stożka miał 4 m wysokości i średnicę 2 m w najszerszym miejscu. Podzielony był na szereg przedziałów mieszczących radionadajniki, system telemetrii, programator, przyrządy naukowe, system regeneracji powietrza i system kontroli temperatury.
Osobny, hermetyczny przedział przydzielony był dla Łajki. Prace nad pomieszczeniem dla psa rozpoczęto 10 października 1957 roku. Kapsuła była oparta na konstrukcji, której używano wcześniej do wysyłania psów na krótkie loty suborbitalne. Jednak musiała zostać zmodyfikowana, aby pasażer mógł przeżyć w nim wiele dni. Modyfikacja obejmowała zamontowanie urządzenia do podawania karmy, systemu dostarczania i regulowania dopływu tlenu, oraz systemu usuwania pary wodnej i dwutlenku węgla. Dodano również wentylator, który włączał się, gdy temperatura przekraczała 21 °C. Kabina była na tyle duża, że pies mógł w niej stać lub leżeć. Jedzenie i woda były zapewniane w formie stężonej. Łajka była zabezpieczona uprzężą, a odchody były zbierane do specjalnego pojemnika. Na ciele psa były rozmieszczone elektrody monitorujące jego funkcje życiowe.
Telemetria statku i funkcji życiowych Łajki była przesyłana przez system Tral-D (zastosowany później w Sputniku 3), co 15 minut podczas każdego okrążenia Ziemi (w celu oszczędzania baterii).
Sputnik 2 nie posiadał na pokładzie kamery telewizyjnej. Obrazy TV psów ze statku Korabl-Sputnik 2 są często mylone z Łajką.

## Ładunek
- Komora z psem Łajką, systemem do podtrzymywania życia
- Dwa spektrofotometry, rejestrujące promieniowanie ultrafioletowe i promieniowanie rentgenowskie, do obserwacji Słońca i promieniowania kosmicznego

## Sputnik 2 a pasy radiacyjne
W ZSRR znakomity specjalista od promieni kosmicznych, Siergiej Wiernow, zainstalował przyrządy podobne do znajdujących się na Explorerze 1. Jednak Związek Radziecki nie dysponował ogólnoświatową siecią śledzenia sztucznych satelitów. Posiadał stacje naziemne tylko na własnym terytorium. Kiedy Sputnik 2 znajdował się w zasięgu tych stacji, przelatywał akurat na małej wysokości, poniżej strefy promieniowania. Gdy osiągał dużą wysokość, skonstruowany przez Wiernowa przyrząd wykrywał promieniowanie – ale wtedy satelita znajdował się już po przeciwnej stronie globu. Jednak ze względu na tajemnicę Moskwa nie ustaliła z innymi krajami, żeby interpretować sygnały, czy też przekazywać jej odbierane dane. Nachylenie orbity Sputnika 2 było prawie dwa razy większe od nachylenia Explorera 1. Dzięki temu, zaszczyt odkrycia tego ważnego elementu ziemskiego otoczenia przypadł Amerykanom. Co prawda pokładowy czujnik promieniowania kosmicznego Sputnika odnotował wzrost zliczeń na wysokościach od 400 do 700 km, ale nie zostały one zinterpretowane jako coś niezwykłego. Profesorowi Harry’emu Messelowi z Australii udało się zarejestrować dane z niewidocznych dla Sowietów sesji transmisyjnych. ZSRR nie chciało jednak udostępnić kodu potrzebnego do ich odczytania. Jednak już w 1958 roku, podczas misji statku Sputnik 3, Rosjanie współpracowali w tym zakresie, co pozwoliło potwierdzić odkrycia satelitów Explorer 1, Explorer 3 i Explorer 4.